# Разелм
Разе́лм (рум. Razelm, также Разельм, Разим) — крупная группа озёр, лиманов и лагун на побережье Чёрного моря, на востоке Румынии (к югу от дельты Дуная). Озера расположены на территории исторического региона Добруджа в Тулчинском жудеце Румынии. Это самое крупное по площади озеро в Румынии.

## Гидрография
Разделяется на две группы северную, с пресной водой и южную с солёной. Отделены от моря песчаной косой, возникшей из-за своеобразных течений и отложений, прорезанной проливом Портица. Общая площадь озёр изменчива — около 900 км², площадь собственно озера Разелм — около 415 км² (ранее до заиления около 500 км²); вдаётся в сушу на 35 км. Мелководно из-за речных наносов. Озеро Разелм опреснено водами Дуная, поступающими из Георгиевского гирла по каналу Дранов.

## Природные условия
В реке водятся карп, судак, сом, щука и другие виды рыб. Много водоплавающей птицы. Климат в районе озёр морской, умеренно континентальный с сильным черноморским влиянием. Среднегодовая температура — 11 градусов Цельсия, осадков — 400—450 мм в год.